# Haematopota divisapex
Haematopota divisapex är en tvåvingeart som beskrevs av Austen 1908. Haematopota divisapex ingår i släktet Haematopota och familjen bromsar. Inga underarter finns listade i Catalogue of Life.